# Aire urbaine de Caudry
L'aire urbaine de Caudry est une aire urbaine française dont la délimitation épouse celle de l'unité urbaine de Caudry, dans le Nord. Composée de 2 communes de 1999 à 2010, elle en compte 4 depuis.

## Caractéristiques
D'après la définition qu'en donne l'INSEE, l'aire urbaine de Caudry est composée de 2 communes, situées dans le Nord. Ses 14 146 habitants font d'elle la 317e aire urbaine de France.
2 communes de l'aire urbaine sont des pôles urbains.
Le tableau suivant détaille la répartition de l'aire urbaine sur le département (les pourcentages s'entendent en proportion du département) :
| Département | Communes | Communes (%) | Superficie (km²) | Superficie (%) | Population (1999) | Population (%) |
| ----------- | -------- | ------------ | ---------------- | -------------- | ----------------- | -------------- |
| Nord        | 4        | 0,3          | 18,09            | 0,3            | 17 251            | 0,6            |

## Composition

L'aire urbaine de Caudry dans le Nord-Pas-de-Calais

Voici la liste des communes françaises de l'aire urbaine de Caudry.
| Nom                   | Code Insee | Statut | Superficie (km2) | Population (dernière pop. légale) | Densité (hab./km2) |
| --------------------- | ---------- | ------ | ---------------- | --------------------------------- | ------------------ |
| Caudry (siège)        | 59139      |        | 12,94            | 14 032 (2022)                     | 1 084              |
| Beauvois-en-Cambrésis | 59063      |        | 3,52             | 1 948 (2022)                      | 553                |
| Béthencourt           | 59075      |        | 5,15             | 697 (2022)                        | 135                |
| Fontaine-au-Pire      | 59243      |        | 7,57             | 1 209 (2022)                      | 160                |